# Andreas Knaup
Andreas Knaup (* 29. Oktober 1954 in Dresden) ist ein deutscher Schauspieler, Regisseur und Drehbuchautor.

## Leben
Andreas Knaup ist der Sohn des Schauspielers Heinz-Dieter Knaup.

## Karriere
Knaup war als Eleve am Berliner Ensemble und spielte den José Carrar in Brechts Die Gewehre der Frau Carrar unter der Regie von Ruth Berghaus. Er studierte von 1975 bis 1978 an der Staatlichen Schauspielschule „Ernst Busch“ in Berlin und war von 1978 bis 1989 am Leipziger Theater (Intendanz: Karl Kayser) als Schauspieler engagiert. In Leipzig begann seine Arbeit als Autor mit den Libretti und Songtexten zu den Märchenmusicals „Von einem der auszog das Fürchten zu lernen“, „Sechse kommen durch die ganze Welt“ und „Marie und ein Hans im Glück“. Der Komponist war Thomas Bürkholz.
Mit Bürkholz zusammen entstanden auch die beiden Musicals für Schauspieler „Rockballade“ und „Carmagnole“. Knaup trat auch als Dramatiker in Erscheinung – „M. Wie Meister“, ein Stück zu dem Roman von Michail Bulgakovs „Der Meister und Margarita“ und der Adaption eines Romans „Das Haus an der Uferstraße“ von Juri Trifonow unter dem Titel „Haus des Erinnerns“.
Von 1981 an schrieb Knaup für die Sparte „Heitere Dramatik“ des DDR-Fernsehens Boulevardkomödien. 1989 kam es zur Ausstrahlung einer der letzten Fernsehserien der DDR – „Klein, aber Charlotte“ – für die Knaup alle sieben Folgen schrieb. Ebenso gab es eine Reihe von Kriminalhörspielen auf Deutschlandradio Kultur.
Von 1990 an arbeitete Knaup als Chefregisseur der Oper Leipzig an der Musikalischen Komödie in Leipzig. Beachtung fanden die Inszenierung des Musicals „Grand Hotel“, sowie die Inszenierung von Anatevka, die über zehn Jahre im Repertoire des Theaters lief. Von 1996 bis 2000 war Knaup sowohl als Operndirektor als auch Schauspieldirektor an den Landesbühnen Sachsen in Radebeul engagiert. Danach folgte eine Verpflichtung an die Bühnen Eisenach-Rudolstadt als Schauspieldirektor. Seit 2002 ist Knaup freischaffender Drehbuchautor. Er schrieb einige Jahre für die Serie In aller Freundschaft, und das Krimiformat SOKO Stuttgart. Ebenso schrieb er für die Fernsehreihe Tatort die Filme „Nasse Sachen“ und „Ohnmacht“.
Gelegentlich arbeitete Knaup als Synchronsprecher für das damalige Leipziger DEFA-Studio sowie das heutige Synchron- und Tonstudio Leipzig GmbH. Er sprach u. a. Oldřich Kaiser in Sagarmatha – Wagnis im ewigen Eis, Marek Vašut in Das Krankenhaus am Rande der Stadt – 20 Jahre später sowie Dick York in einer Gastrolle in der Serie Tausend Meilen Staub.

## Filmografie als Drehbuchautor (Auswahl)
- 2006: Endlich Samstag! (Fernsehserie)
- 2006–2015: In aller Freundschaft (Fernsehserie, 26 Folgen)
- 2007–2010: Schloss Einstein (Fernsehserie, 21 Folgen)
- 2009: Schneewittchen
- 2009: Bei uns und um die Ecke
- 2009: Magna Aura – Die versunkene Stadt (Fernsehserie, 13 Folgen)
- 2009–2015: SOKO Stuttgart (Fernsehserie, 14 Folgen)
- 2011: Herzflimmern – Liebe zum Leben
- 2011: Tatort – Nasse Sachen
- 2012: Heiter bis tödlich:  Akte Ex (Fernsehserie, eine Folge)
- 2014: Dr. Klein (Fernsehserie, zwei Folgen)
- 2014: Tatort – Ohnmacht
- 2015: Tatort – Freddy tanzt
- 2015: Poliziotto (Zweiteiler)
- 2016: Der Urbino-Krimi: Die Tote im Palazzo
- 2016: Der Urbino-Krimi: Mord im Olivenhain
- 2016: Notruf Hafenkante (Fernsehserie, zwei Folgen)

## Theater

### Autor
- 1987: Majakiade oder Ich will: Die Heimat soll mich verstehn – auch Regie der UA (Kellertheater Leipzig)

### Schauspieler
- 1971: Bertolt Brecht: Die Gewehre der Frau Carrar (José Carrar) – Regie: Ruth Berghaus (Berliner Ensemble)

### Regisseur
- 1991: Volker Ludwig: Linie 1 (Staatstheater Cottbus)
- 1996: Joe Masteroff/John Kander: Cabaret (Landesbühnen Sachsen Radebeul)

## Hörspiele
- 1995: Schlachthaus – Regie: Joachim Staritz (DLR/SDR)
- 1996: Black Sabbath – Regie: Patrick Blanc (Gesellschaftskritik, Krimi – DLR)[1][2]
- 1997: RadioNapping – Regie: Robert Matejka (Kriminalhörspiel – DLR[3])
- 1999: Erinnern – Vergessen – Regie: Robert Matejka (Kriminalhörspiel – DLR)
- 2002:  Genopoly – Regie: Robert Matejka (Hörspiel – DLR)
- 2004: Wash and Kill – Regie: Klaus-Michael Klingsporn (Kriminalhörspiel – DLR)
- 2005:  Kuckuckskind – Regie: Klaus-Michael Klingsporn (Hörspiel – DLR)